# Callicebus olallae
Тити браће Олала (лат. Callicebus olallae)  је врста примата (Primates) из породице Pitheciidae.

## Распрострањење
Ареал врсте је ограничен на једну државу. Боливија је једино познато природно станиште врсте.

## Станиште
Станишта врсте су шуме, саване и травна вегетација.

## Угроженост
Ова врста се сматра угроженом.